# Anna Stachurska (zootechnik)
Anna Maria Stachurska – polska zootechnik, profesor nauk rolniczych, kierownik Katedry Hodowli i Użytkowania Koni Wydziału Biologii, Nauk o Zwierzętach i Biogospodarki Uniwersytetu Przyrodniczego w Lublinie.

## Życiorys
W 1990 obroniła pracę doktorską Analiza i ocena konkursów ujeżdżenia jako hodowlanych prób użytkowości koni wierzchowych, 27 października 1997 habilitowała się na podstawie pracy zatytułowanej Umaszczenie koników polskich, arabokoników i kuców felińskich w świetle aktualnej wiedzy genetycznej oraz wyników badań własnych. 16 listopada 2004 nadano jej tytuł profesora w zakresie nauk rolniczych.
Została zatrudniona na stanowisku profesora zwyczajnego i kierownika w Katedrze Hodowli i Użytkowania Koni na Wydziale Biologii, Nauk o Zwierzętach i Biogospodarki Uniwersytetu Przyrodniczego w Lublinie.